# Losse
Losse é uma comuna francesa na região administrativa da Nova Aquitânia, no departamento Landes. Estende-se por uma área de 115,67 km². Em 2010 a comuna tinha 279 habitantes (densidade: 2,4 hab./km²).